# Eugene Clark
Anthony Eugene Clark (Tampa, 3 dicembre 1951) è un attore ed ex giocatore di football americano canadese naturalizzato statunitense.

## Carriera

### Football
Aveva fatto l'attore per quattro anni prima che iniziò a giocare college football e aveva il ruolo di guard all'UCLA. Chiamato per i primi teams All Star sia per il Pac-12 Conference e il West Coast Conference, Clark ricevette anche le lauree onorevoli All Star All American, giocò nell'Hula Bowl e fu selezionato dai Pittsburgh Steelers nel nono round del Draft NFL 1975. Mentre non era apparso in una partita del National Football League, giocò nella Canadian Football League per 20 partite per i Toronto Argonauts nel 1977 e 1978.

### Cinema
Ebbe il prominente ruolo da comprimario di Sid Gomez nel telefilm fantascientifico degli anni 90 TekWar con William Shatner. È anche apparso in telefilm come Robocop: Prime Directives, Agente speciale Sue Thomas, The L.A. Complex e fece un cameo in Trailer Park Boys: The Movie. Ha avuto anche ruoli nei film Man in the Mirror: The Michael Jackson Story e Fighting the Odds: The Marilyn Gambrell Story. Interpretò il ruolo di Mufasa nella produzione di Ontario di The Lion King per due anni. Il ruolo cinematografico più famoso di Clark fu in La terra dei morti viventi di George A. Romero dove faceva il capo degli zombie Big Daddy

## Filmografia

### Cinema
- Fuori sintonia (Improper Channels), regia di Eric Till (1981)
- The Funny Farm, regia di Ron Clark (1983)
- Thrillkill, regia di Anthony D'Andrea (1984)
- L'avventura di Martin (Martin's Day), regia di Alan Gibson (1985)
- Il sogno di Robin (Flying), regia di Paul Lynch (1986)
- Tre scapoli e un bebè, regia di Leonard Nimoy (1987)
- Diritto d'amare (The Good Mother), regia di Leonard Nimoy (1988)
- Millennium, regia di Michael Anderson (1989)
- Vuoto mentale (Mindfield), regia di Jean-Claude Lord (1989)
- The Swordsman, regia di Michael Kennedy (1992)
- Gladiator Cop, regia di Nick Rotundo (1995)
- Una nuova vita (Down in the Delta), regia di Maya Angelou (1998)
- One Heart Broken Into Song, regia di Clement Virgo (1999)
- Turn It Up, regia di Robert Adetuyi (2000)
- Wilder - Indagine pericolosa (Slow Burn), regia di Christian Ford (2000)
- Le vele della libertà (The Magic of Marciano), regia di Tony Barbieri (2000)
- La sottile linea della morte (Cause of Death), regia di Marc S. Grenier (2001)
- La terra dei morti viventi (Land of the Dead), regia di George A. Romero (2005)
- Trailer Park Boys: The Movie, regia di Mike Clattenburg (2006)
- Parla con me (Talk to Me), regia di Kasi Lemmons (2007)
- La rivincita del campione (Resurrecting the Champ), regia di Rod Lurie (2007)
- Walled In - Murata viva (Walled In), regia di Gilles Paquet-Brenner (2009)
- Dolan's Cadillac, regia di Jeff Beesley (2009)
- High Chicago, regia di Alfons Adetuyi (2011)
- A Dark Truth - Un'oscura verità (A Dark Truth), regia di Damian Lee (2012)
- Home Again, regia di Sudz Sutherland (2012)
- Born to Be Blue, regia di Robert Budreau (2015)
- Look Again, regia di Daniel O'Connor (2015)
- The Recall, regia di Mauro Borrelli (2017)

### Televisione
- Reversible Errors - Falsa accusa (Reversible Errors), regia di Mike Robe (2004) - film TV
- Tre voci per Natale (An En Vogue Christmas) – film TV, regia di Brian K. Roberts (2014)
- Il Natale della porta accanto (Christmas Next Door), regia di Jonathan Wright (2017) - film TV
- La nostalgia del Natale (Nostalgic Christmas), regia di J.B. Sugar (2019) - film TV

## Doppiatori italiani
Nelle versioni in italiano delle opere in cui ha recitato, Eugene Clark è stato doppiato da:
- Eugenio Marinelli in Agente speciale Sue Thomas
- Massimo Bitossi in Indizi dal passato
- Tony Fuochi in Dolan's Cadillac
- Carlo Scipioni in Tre voci per Natale
- Stefano Mondini in Hudson & Rex
- Ermanno Ribaudo ne Il Natale della porta accanto
- Roberto Fidecaro ne La nostalgia del Natale
- Enrico Di Troia in The Madness
- Ennio Coltorti in Transplant